# ديك ويتينغتون

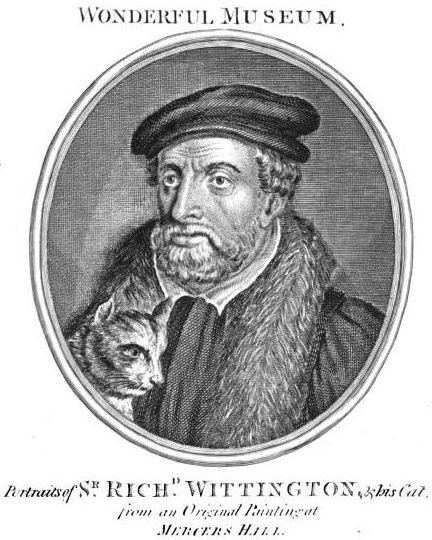
السير ريتشارد ويتينغتون مع قطته

ديك ويتينغتون (بالإنجليزية: Dick Wittington)‏ تاجر ومحسن وسياسي إنكليزي (1358؟ – 1423) وهو ابن فارس من غلوسترشير وكان عمدة لندن أعوام 1398، 1406-1407، 1419-1420، وكان تاجر أقمشة في لندن وكان المورد الرئيسي للقماش البروكار الدمشقي والمخمل للنبلاء، وجمع ثروة كبيرة وأعطى قروضا لهنري الرابع وهنري الخامس، وعند موته وهب ثروته للأعمال الخيرية.
ظهرت عنه حكاية شعبية عرفت لأول مرة عام 1607 وتروي عنه أنه كان يتيما أتى إلى لندن مع قطته لأنه سمع أن شوارعها مرصوفة بالذهب، ولكنه لم يجد شيئا وظل جالسا في حزن على باب تاجر يدعى فيتزوارين، وعندما رآه التاجر حن عليه وعرض على الولد عملا عنده، فقبل الولد العمل وعامله الخدم بلطف إلا الطباخ الذي عامله بقسوة، ما دعا الولد للهرب من منزل التاجر، وفي طريقه سمع أجراسا تقول له أن يعود وسيصبح عمدة لندن ثلاث مرات، وعاد ليجد أن فيتز وارين باع قطته بمبلغ كبير لأحد الملوك المغاربة الذي كان قصره مليئا بالفئران، وتعلم منه التجارة وكبر وتزوج ديك ابنة فيتزوارين وأصبح كما تنبأت له الأجراس عمدة لندن ثلاث مرات.